# ۳٬۱-پروپان‌دیول
۳،۱-پروپان‌دیول (به انگلیسی: 1,3-Propanediol) یک ترکیب شیمیایی با شناسه پاب‌کم ۱۰۴۴۲ است. شکل ظاهری این ترکیب، مایع بی‌رنگ است.

## کاربردها
از پروپان‌دیول در ساخت پلیمرهایی مانند پلیترمتیلن ترفتالات استفاده می‌شود.
از پروپان‌دیول در ساخت موادی مانند: کامپوزیت‌ها، چسب، لمینت، پوشش و کوپلیستر استفاده می‌شوند. این ماده همچنین به عنوان حلال هم در صنعت استفاده می‌شود.